# Civilização do Vale do Indo
Civilização do Vale do Indo (CVI) foi uma civilização da Idade do Bronze nas regiões noroeste do sul da Ásia, que existiu entre 3 300 a.C. e 1 300 a.C., sendo que atingiu seu auge entre 2600 e 1 900 a.C.. Juntamente com o Antigo Egito e a Mesopotâmia, foi uma das três primeiras civilizações da região, compreendendo o norte da África, o oeste da Ásia e o sul da Ásia, e das três, a mais difundida, sendo que seu complexo de centros urbanos abrange uma área que se estende do nordeste do Afeganistão, através de grande parte do Paquistão e o oeste e noroeste da Índia. Floresceu nas bacias do rio Indo, que flui através do Paquistão e ao longo de um sistema de rios perenes, principalmente alimentados por monções, que antes corriam nas proximidades do sazonal rio Gagar, no noroeste da Índia e no leste do Paquistão.
As cidades da civilização eram destacadas por seu planejamento urbano, casas de tijolos assados, sistemas elaborados de drenagem e abastecimento de água, aglomerados de grandes edifícios não residenciais e novas técnicas de artesanato (produtos de cornalina, entalhes em selos) e metalurgia (cobre, bronze, chumbo e estanho). As grandes cidades de Moenjodaro e Harapa muito provavelmente chegaram a ter entre 30.000 e 60.000 habitantes, sendo que a própria civilização, durante a sua florescência, pode ter contido entre um e cinco milhões de pessoas. A gradual seca do solo da região durante o III milênio a.C. pode ter sido o estímulo inicial para a urbanização associada à civilização, mas também reduziu o suprimento de água o suficiente para causar seu desaparecimento e a migração de sua população para o leste.
A civilização também é conhecida como Civilização Harapeana, por conta da cidade de Harapa, a primeira a ser escavada no início do século XX no que era então a Índia britânica e agora é o Paquistão. A descoberta de Harapa, e logo depois de Moenjodaro, foi o ponto culminante do trabalho que começou em 1861 com a fundação do Serviço Arqueológico da Índia durante o Raj britânico. No entanto, houve culturas anteriores e posteriores, frequentemente chamadas pré-harapeanas e pós-harapeanas na mesma região. Em 2002, foram relatadas mais de 1000 cidades e assentamentos harapeanos, dos quais pouco menos de cem haviam sido escavados, Entretanto, existem cinco principais locais urbanos: Harapa, Moenjodaro (Patrimônio Mundial da UNESCO), Dolavira, Ganueriual, no Deserto de Cholistão, e Raquigari. As primeiras culturas harapeanas foram precedidas por aldeias agrícolas neolíticas locais, a partir das quais as planícies fluviais foram povoadas.
O idioma harapeano não é diretamente atestado e sua afiliação é incerta, pois a escrita indo ainda não foi decifrada. Um relacionamento com a família de idiomas dravidiano é uma teoria defendidas por uma parte dos estudiosos.

## Nome
A civilização do vale do Indo é nomeada por conta do sistema do rio Indo, cujas planícies aluviais foram os primeiros locais onde vestígios da civilização foram identificados e escavados. Seguindo uma tradição em arqueologia, a civilização é às vezes chamada de harapeana, por conta de Harapa, o primeiro local a ser escavado na década de 1920; isso é notavelmente verdadeiro no uso empregado pelo Serviço Arqueológico da Índia após a independência da Índia em 1947.
Uma parte dos estudiosos usa os termos "cultura sarasvati", "civilização sarasvati", "civilização indo-sarasvati" ou "civilização sindu-sarasuati", porque consideram o rio Gagar o mesmo que o Sarasvati, um rio mencionado várias vezes no Rig Veda, uma coleção de antigos hinos sânscritos compostos no II milênio a.C.. No entanto, pesquisas geofísicas recentes sugerem que, diferentemente do Sarasvati, cujas descrições no Rig Veda são as de um rio alimentado pela neve, o Gagar era um sistema perene de rios alimentados por monções, que se tornaram sazonais na época em que a civilização diminuiu, aproximadamente há 4000 anos. Além disso, os defensores da nomenclatura "sarasvati" veem uma conexão entre o declínio da civilização e a ascensão da civilização védica na planície gangética; no entanto, historiadores do declínio da civilização do Vale do Indo consideram as duas substancialmente desconectadas.

## Extensão

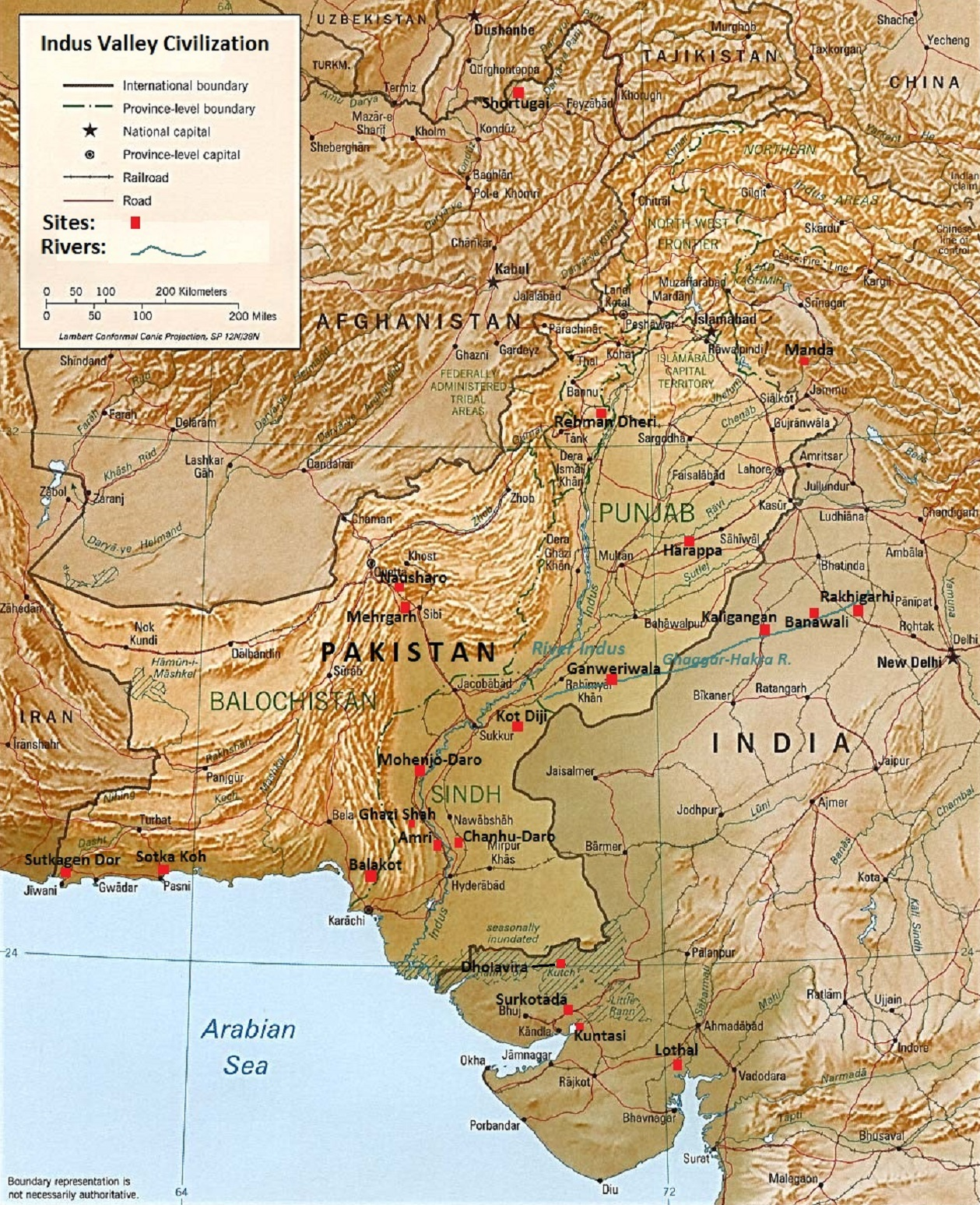
Principais locais e extensão da civilização do vale do Indo

A civilização do Indo era aproximadamente contemporânea das demais civilizações ribeirinhas do mundo antigo: o Egito ao longo do Nilo, Mesopotâmia nas terras regadas pelo Eufrates e Tigre e a China na bacia de drenagem do rio Amarelo. Na época de sua fase madura, a civilização havia se espalhado por uma área maior do que as outras mencionadas, o que incluía um núcleo de 1.500 km acima do plano aluvial do Indo e de seus afluentes. Além disso, havia uma região com flora, fauna e habitats díspares, até dez vezes maiores, que haviam sido moldados cultural e economicamente pelo Indo.
Por volta de 6 500 a.C., a agricultura surgiu no Baluchistão, nas margens do aluvião do Indo. Nos milênios seguintes, incursões nas planícies do Indo preparam o terreno para o crescimento de assentamentos humanos rurais e urbanos. A vida sedentária mais organizada, por sua vez, levou a um aumento líquido na taxa de natalidade. Os grandes centros urbanos de Moenjodaro e Harapa muito provavelmente chegaram a ter entre 30.000 e 60.000 habitantes e, durante o florescimento da civilização, a população do subcontinente cresceu para algo entre 4 e 6 milhões de pessoas. Durante esse período, a taxa de mortalidade também aumentou, pois as condições de vida próximas de humanos e animais domesticados levaram a um aumento de doenças contagiosas. Segundo uma estimativa, a população da civilização do Indo em seu pico pode ter sido entre um e cinco milhões de pessoas.
A Civilização do Vale do Indo se estendeu do Baluchistão do Paquistão, a oeste, a Utar Pradexe no oeste da Índia, a leste, do nordeste do Afeganistão, no norte, ao estado de Guzerate, no sul da Índia. O maior número de locais harapeanos está nos estados de Guzerate, Hariana, Punjabe, Rajastão, Utar Pradexe, Jamu e Caxemira na Índia, e nas províncias de Sinde, Punjabe e Baluchistão no Paquistão. Os assentamentos costeiros se estenderam de Sutkagan Dor no Baluchistão Ocidental a Lotal em Guzerate. Uma cidade do Vale do Indo foi encontrada no rio Oxo em Xortugai no norte do Afeganistão, no vale do rio Gomal no noroeste do Paquistão, em Manda, Jamu no rio Beas perto de Jamu, Índia, e em Alamgirpur, no rio Hindon, apenas 28 km de Deli. O local harapeano mais ao sul é Daimabad, em Maharashtra. Os sítios arqueológicos harapeanos são encontrados com mais frequência nos rios, mas também no litoral antigo, por exemplo, Balakot, e nas ilhas, por exemplo, Dolavira.

## Período pré-harapeano

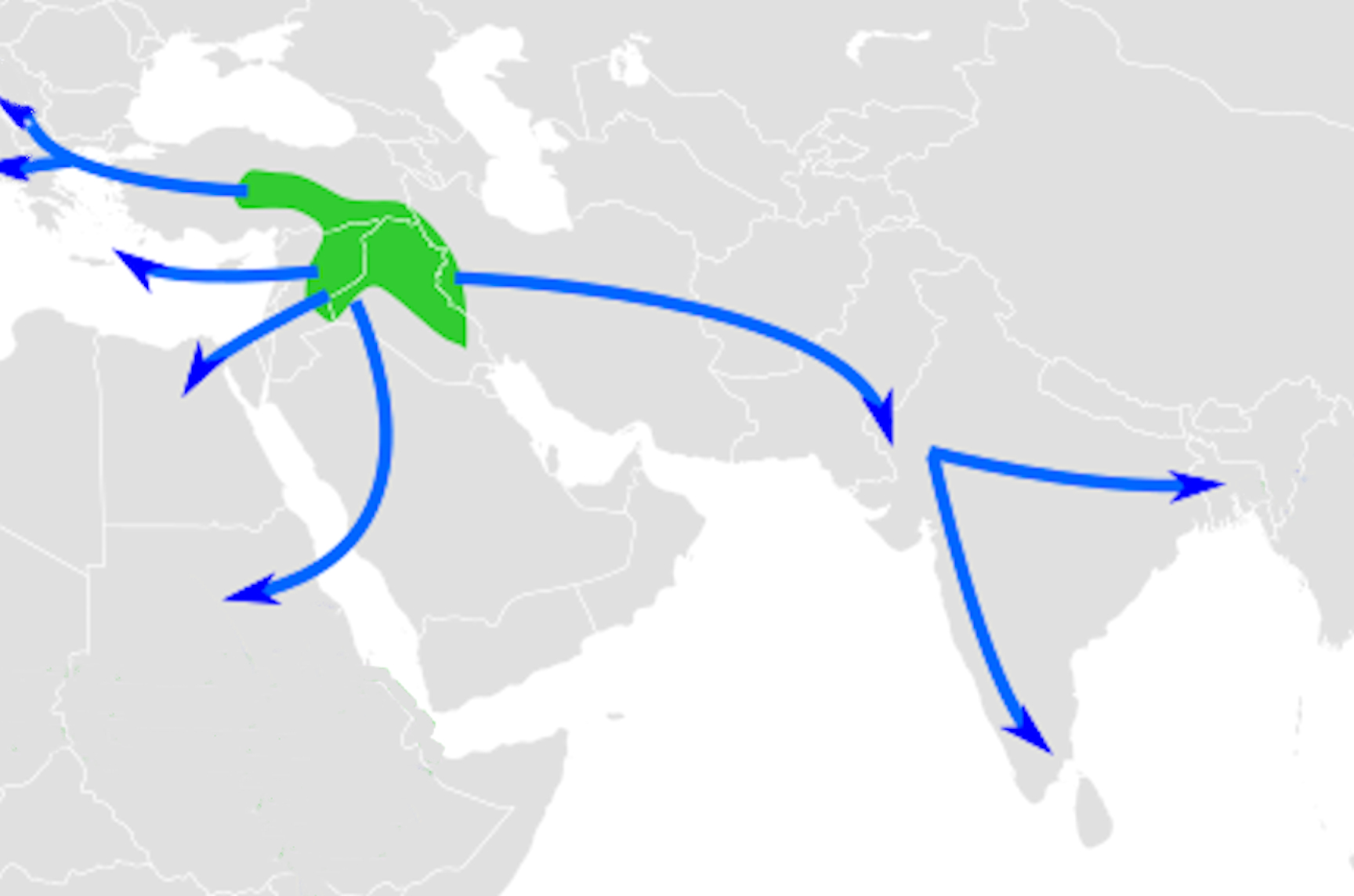
Modelo de difusão da agricultura do Crescente Fértil após

Mergar é um assentamento neolítico (7000–2500 a.C.), a oeste do vale do rio Indo, perto da passagem de Bolã, que deu novas ideias sobre o surgimento da civilização do vale do Indo. Mergar é um dos primeiros locais com evidências de agricultura e pastoreio no sul da Ásia e foi influenciado pelo Oriente Próximo, com similaridades entre "variedades de trigo domesticadas, fases iniciais da agricultura, cerâmica, outros artefatos arqueológicos, algumas plantas domesticadas e animais de rebanho." De acordo com Parpola, a cultura do Oriente Próximo migrou para o vale do Indo e se tornou a civilização do vale do Indo.

O Haplogroup L-M20 tem uma alta frequência no vale do Indo. McElreavy e Quintana-Murci (2005) observam que "a distribuição de frequência e o tempo estimado de expansão (~7.000 AP) desta linhagem sugere que sua propagação no vale do Indo pode estar associada à expansão de grupos agrícolas locais durante o período neolítico."

Jean-Francois Jarrige defende uma origem independente de Mergar. Jarrige observa "a suposição de que a economia agrícola foi introduzida em pleno desenvolvimento do Oriente Próximo ao sul da Ásia"</ref> e as semelhanças entre os locais neolíticos de Mesopotâmia oriental e o vale do Indo, são consideradas evidências de um "continuum cultural" entre esses locais. Mas, dada a originalidade de Mergar, Jarrige conclui que o local tem um passado local anterior " e não é um remanescente da cultura neolítica do Oriente Próximo".
Lukacs e Hemphill sugerem um desenvolvimento local inicial de Mergar, com uma continuidade no desenvolvimento cultural, mas uma mudança na população. De acordo com Lukacs e Hemphill, embora exista uma forte continuidade entre as culturas neolítica e calcolítica (Idade do Cobre) de Mergar, evidências dentárias mostram que a população calcolítica não descende da população neolítica de Mergar, o que "sugere níveis moderados do fluxo gênico". Mascarenhas et al. (2015) observam que "novos tipos de corpos, possivelmente da Ásia Ocidental, são relatados a partir das sepulturas de Mergar, começando na fase de Togau (3 800 a.C.)." De acordo com Narasimhan et al. (2019), a população harapeana provavelmente resultou de uma mistura de povos relacionadas, mas não descendentes, de agricultores iranianos e de caçadores-coletores do sul da Ásia e surgiu entre cerca de 5400 a 3700 AEC.
Gallego Romero et al. (2011) afirmam que suas pesquisas sobre a tolerância à lactose na Índia sugerem que "a contribuição genética da Eurásia ocidental identificada por Reich et al. (2009) reflete principalmente o fluxo gênico do Irã e do Oriente Médio". Eles observam ainda que "as primeiras evidências de criação de gado no sul da Ásia vêm do local do rio Indo, em Mergar, e datam de 7.000 AP".

## Período inicial

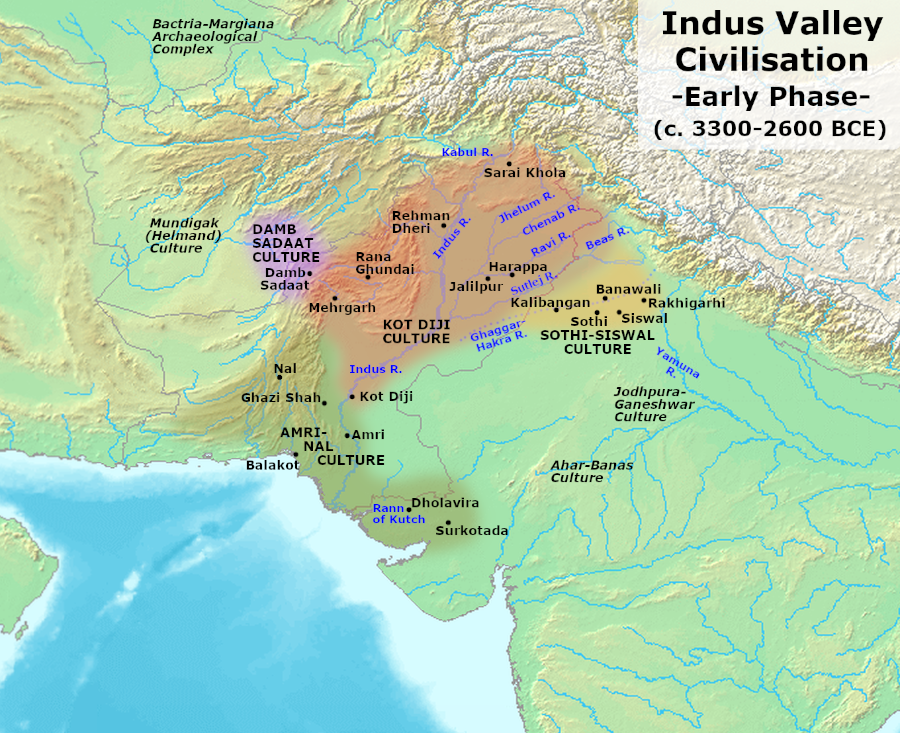
Período inicial harapeano, c. 3300-

A fase inicial Ravi harapeana, nomeada por conta do rio Ravi nas proximidades, durou de cerca de 3300 até 2 800 a.C. Está relacionada à fase Hacra, identificada no vale do rio Gagar, a oeste, e é anterior à fase Cote Diji (2800–2600 a.C.) ou Harapeana II, nomeado após um local no norte de Sinde, Paquistão, perto de Moenjodaro . Os primeiros exemplos do script Indus datam da III milênio a.C..
A fase madura das culturas das aldeias anteriores é representada por Rehman Dheri e Amri no Paquistão. Cote Diji representa a fase que antecedeu a fase madura, com a cidadela representando a autoridade centralizada e uma qualidade de vida cada vez mais urbana. Outra cidade desse estágio foi encontrada em Calibangã, na Índia, no rio Hacra.
As redes de comércio vincularam essa cultura a culturas regionais relacionadas e a fontes distantes de matérias-primas, incluindo lápis-lazúli e outros materiais. Nessa época, os moradores haviam domesticaram várias plantas, como ervilhas, sementes de gergelim, tâmaras e algodão, além de animais, como o búfalo. As primeiras comunidades harapeanas voltaram-se para grandes centros urbanos em 2 600 a.C., quando a fase madura começou. A pesquisa mais recente mostra que as pessoas do Vale do Indo migraram das aldeias para as cidades.
Os estágios finais do período inicial são caracterizados pela construção de grandes assentamentos murados, pela expansão das redes comerciais e pela crescente integração das comunidades regionais em uma cultura material "relativamente uniforme" em termos de estilos de cerâmica, ornamentos e selos a escrita indo, levando à transição para a fase madura.

## Período maduro

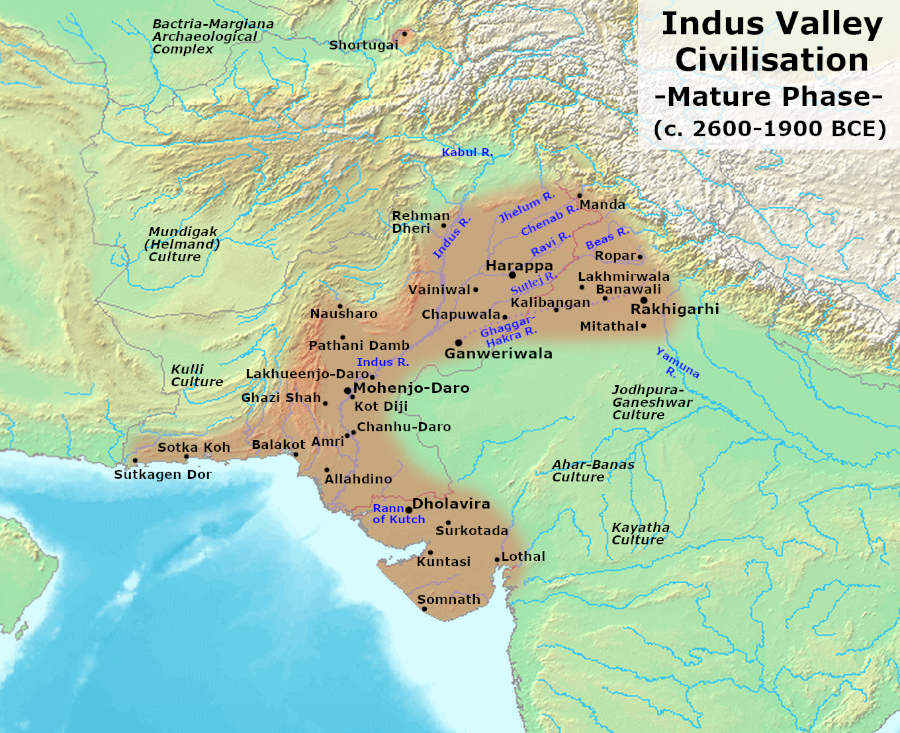
Período maduro harapeano c. 2600–

De acordo com Giosan et al. (2012), a lenta migração para o sul das monções pela Ásia inicialmente permitiu que as aldeias do Vale do Indus se desenvolvessem domando as inundações do Indo e de seus afluentes. A agricultura apoiada pelas inundações levou a grandes excedentes agrícolas, que por sua vez apoiaram o desenvolvimento das cidades. Os residentes da CVI não desenvolveram recursos de irrigação, contando principalmente com as monções sazonais que levaram a inundações no verão. Brooke observa ainda que o desenvolvimento de cidades avançadas coincide com uma redução nas chuvas, o que pode ter desencadeado uma reorganização em grandes centros urbanos.
Segundo J.G. Shaffer e D.A. Lichtenstein, a fase madura era "uma fusão das tradições ou 'grupos étnicos' Bagor, Hacra e Cote Diji no vale Gagar, nas fronteiras da Índia e Paquistão".
Até 2 600 a.C., as comunidades da fase inicial se transformaram em grandes centros urbanos. Esses centros urbanos incluem Harapa, Ganueriual, Moenjodaro no Paquistão atual e Dolavira, Calibangã, Raquigari, Rupar e Lotal na Índia moderna. No total, mais de 1.000 cidades e assentamentos foram encontrados, principalmente na região geral dos rios Indo e Gagar e seus afluentes.

### Cidades

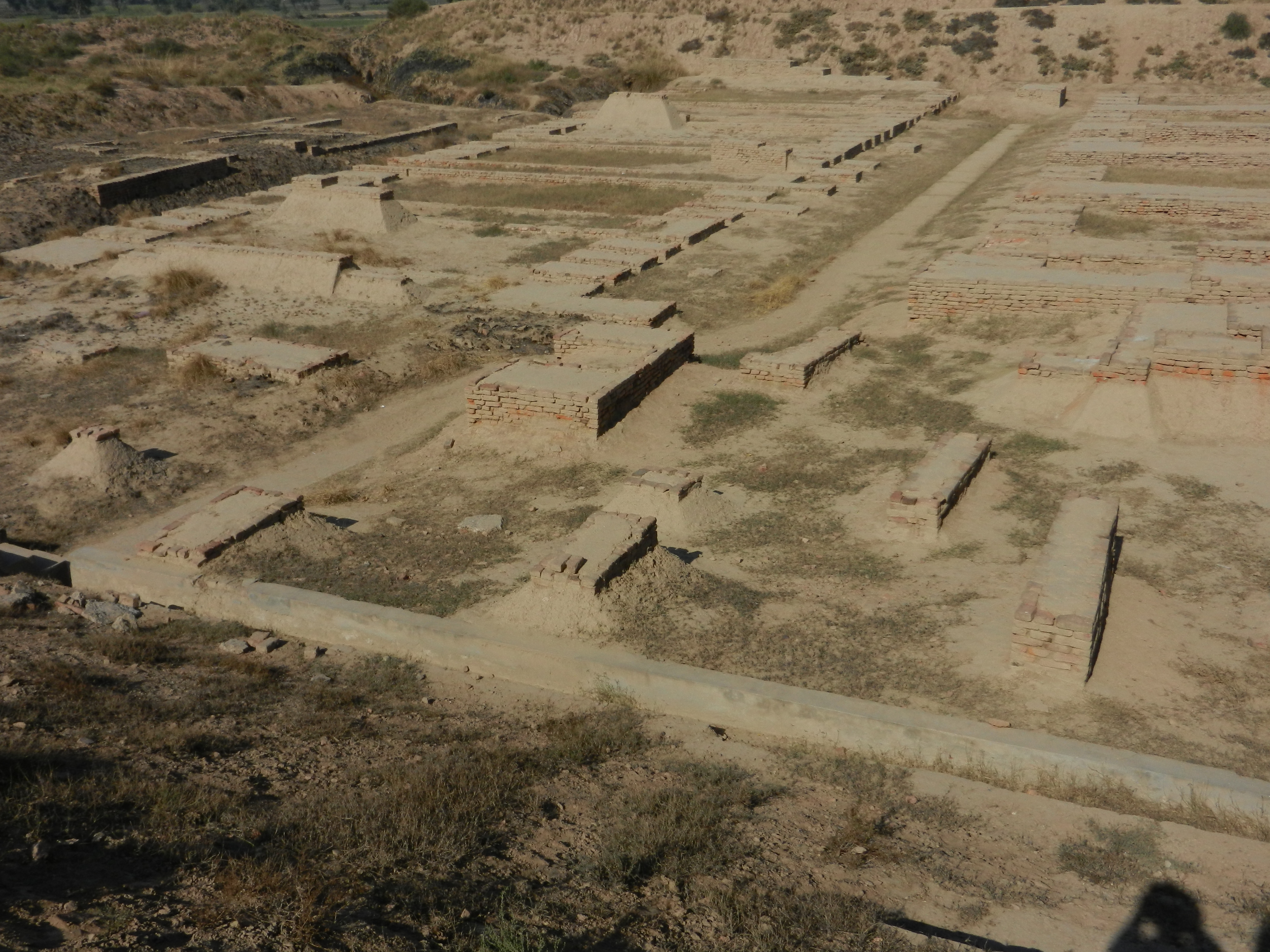
Celeiro em Harapa

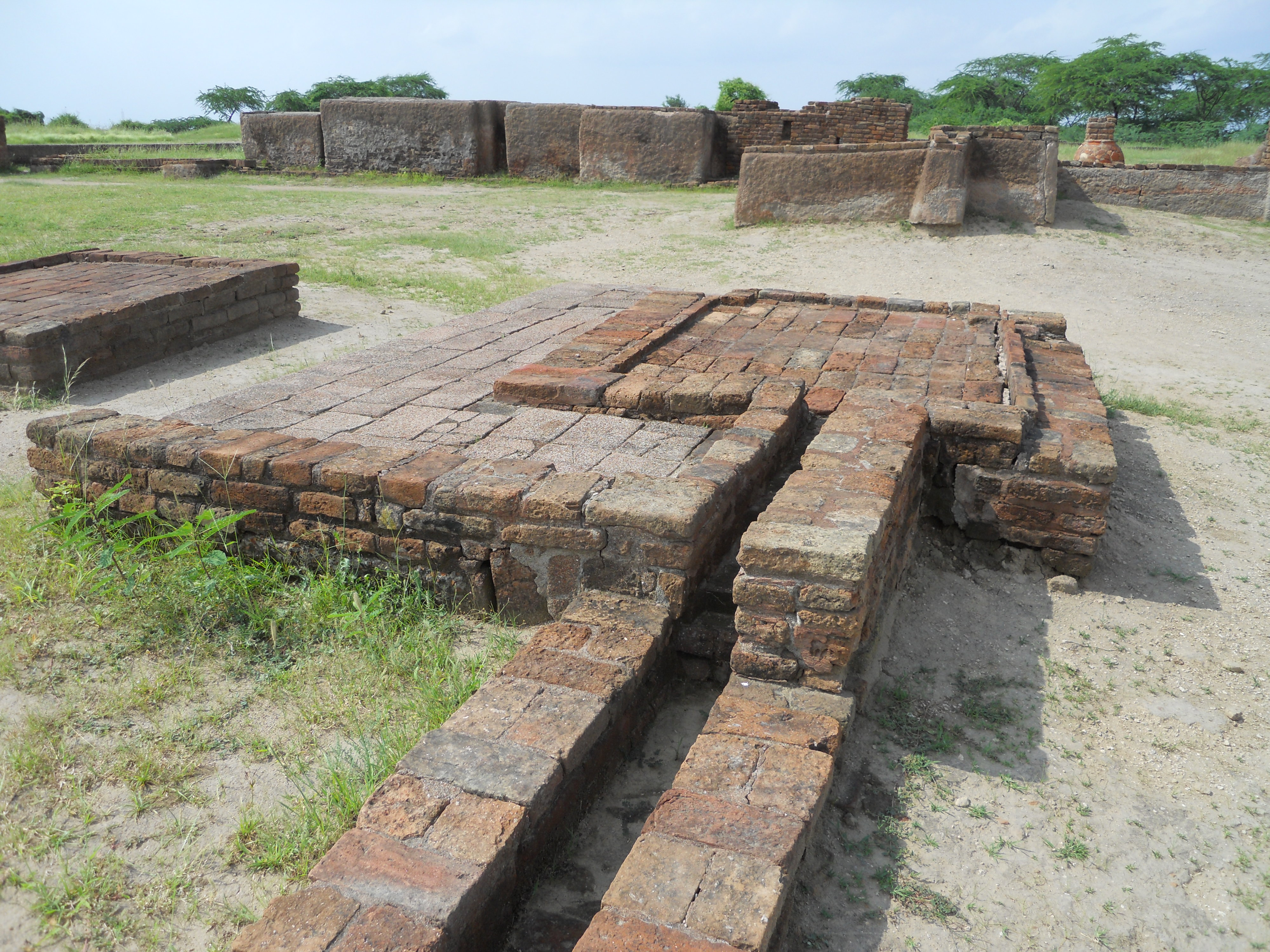
Sistema de drenagem de Lotal

Uma cultura urbana sofisticada e tecnologicamente avançada é evidente na Civilização do Vale do Indo, que criou os primeiros centros urbanos da região. A qualidade do planejamento das cidades sugere conhecimento sobre planejamento urbano e governos locais eficientes, que priorizam a higiene ou, alternativamente, a acessibilidade aos meios de ritual religioso.
Como visto em Harapa, Moenjodaro e Raquigari, recentemente escavada, esse plano urbano incluía os primeiros sistemas de saneamento urbano conhecidos do mundo, como mostram evidências da engenharia hidráulica da civilização. Dentro da cidade, casas individuais ou grupos de casas obtinham água de poços. De uma sala que parece ter sido reservada para o banho, as águas residuais eram direcionadas para esgotos cobertos, que ladeavam as principais ruas. As casas abriam apenas para pátios internos e faixas menores. A construção de casas em algumas aldeias da região ainda se assemelha em alguns aspectos à construção de casas dos harapeanos.
Os antigos sistemas de esgoto e drenagem, desenvolvidos e usados em cidades de toda a região do Indo, eram muito mais avançados do que os encontrados em locais urbanos contemporâneos no Oriente Médio e ainda mais eficientes do que os encontrados em muitas áreas do Paquistão e da Índia atualmente. A arquitetura avançada dos harapeanos é mostrada por seus impressionantes estaleiros, celeiros, armazéns, plataformas de tijolos e paredes de proteção. As enormes muralhas das cidades do Indo provavelmente protegeram os harapeanos das inundações e podem ter dissuadido os conflitos militares.
O objetivo da cidadela permanece em debate. Em nítido contraste com os contemporâneos desta civilização, a Mesopotâmia e o Egito antigo, nenhuma grande estrutura monumental foi construída. Não há evidências conclusivas de palácios ou templos - ou de reis, exércitos ou sacerdotes. Pensa-se que algumas estruturas sejam celeiros. Encontrado em uma cidade há um enorme banho bem construído (o "Grande Banho"), que pode ter sido um banho público. Embora as cidadelas fossem muradas, não está claro se essas estruturas eram defensivas. A maioria dos habitantes da cidade parece ter sido composta por comerciantes ou artesãos, que moravam com outros que tinham a mesma ocupação em bairros bem definidos. Materiais de regiões distantes eram utilizados nas cidades para a construção de selos e outros objetos. Entre os artefatos descobertos estavam belas contas de faiança envidraçadas. Os selos de esteatita têm imagens de animais, pessoas (talvez deuses) e outros tipos de inscrições, incluindo um sistema de escrita ainda não decifrado. Alguns dos selos foram usados para estampar argila em mercadorias comerciais. Embora algumas casas fossem maiores que outras, as cidades da CVI eram notáveis por seu aparente e relativo igualitarismo. Todas as casas tinham acesso a instalações de água e drenagem. Isso dá a impressão de uma sociedade com uma concentração de riqueza relativamente baixa, embora um claro nível social seja visto em adornos pessoais.

### Tecnologia

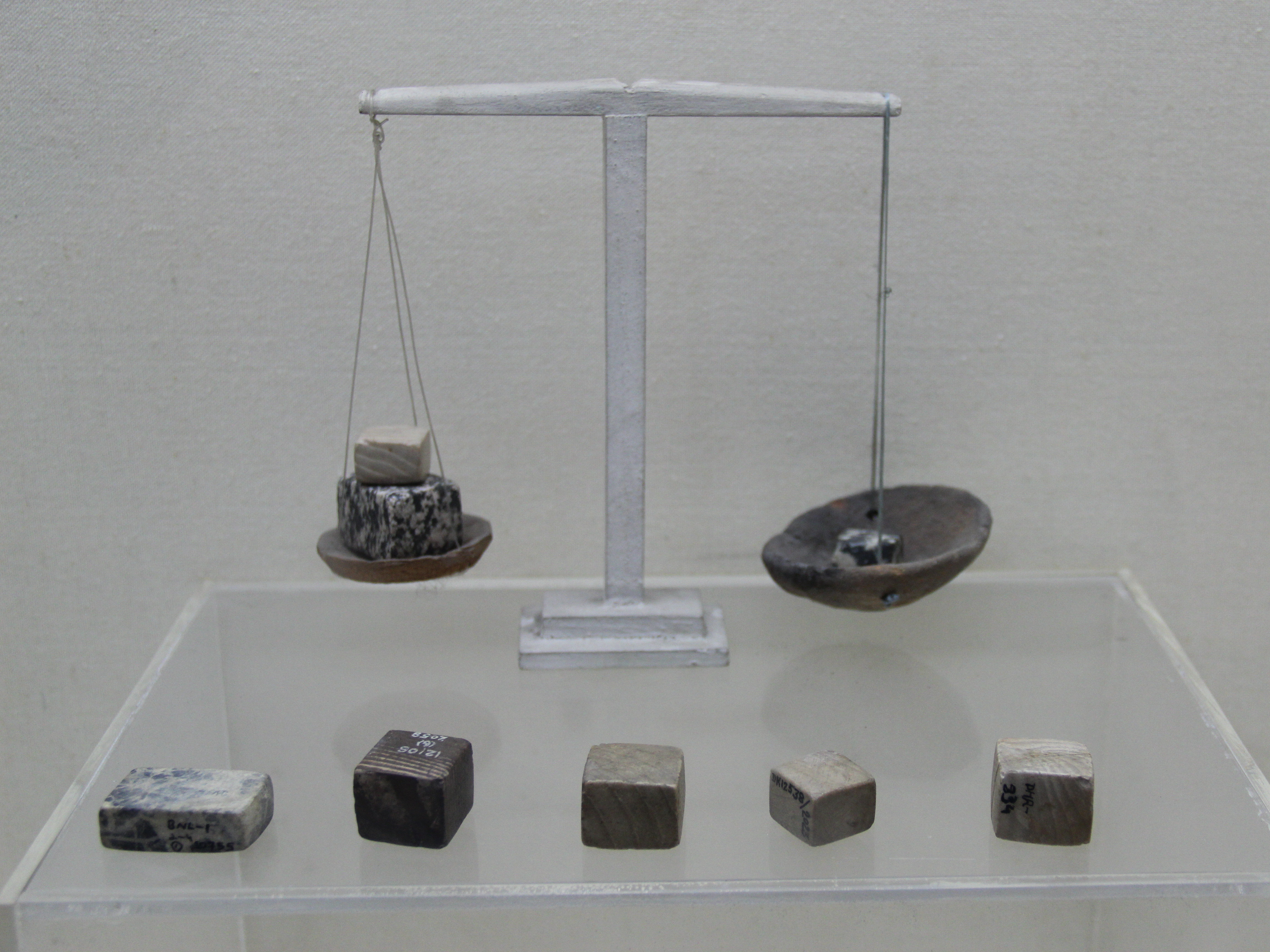
Pesos harapeanos encontrados no vale do Indo.

As pessoas da CVI alcançaram grande precisão na medição de comprimento, massa e tempo. Eles foram os primeiros a desenvolver um sistema de pesos e medidas uniformes. Os engenheiros harapeanos seguiam a divisão decimal da medida para todos os fins práticos, incluindo a medida da massa conforme revelada por seus pesos hexaedros. Esses pesos de cherte estavam na proporção de 5: 2: 1 com pesos de unidades de 0,05, 0,1, 0,2, 0,5, 1, 2, 5, 10, 20, 50, 100, 200 e 500; com cada unidade pesando aproximadamente 28 gramas, semelhante à onça imperial inglesa, sendo que objetos menores eram pesados em proporções semelhantes com as unidades de 0,871. No entanto, como em outras culturas, os pesos reais não eram uniformes em toda a área. Os pesos e medidas utilizados posteriormente em Artaxastra e Cautília (quarto século a.C.) são os mesmos que os usados em Lotal.
Uma pedra de toque contendo faixas de ouro foi encontrada em Banawali e provavelmente foi usada para testar a pureza do ouro (essa técnica ainda é usada em algumas partes da Índia).

### Artes e ofícios

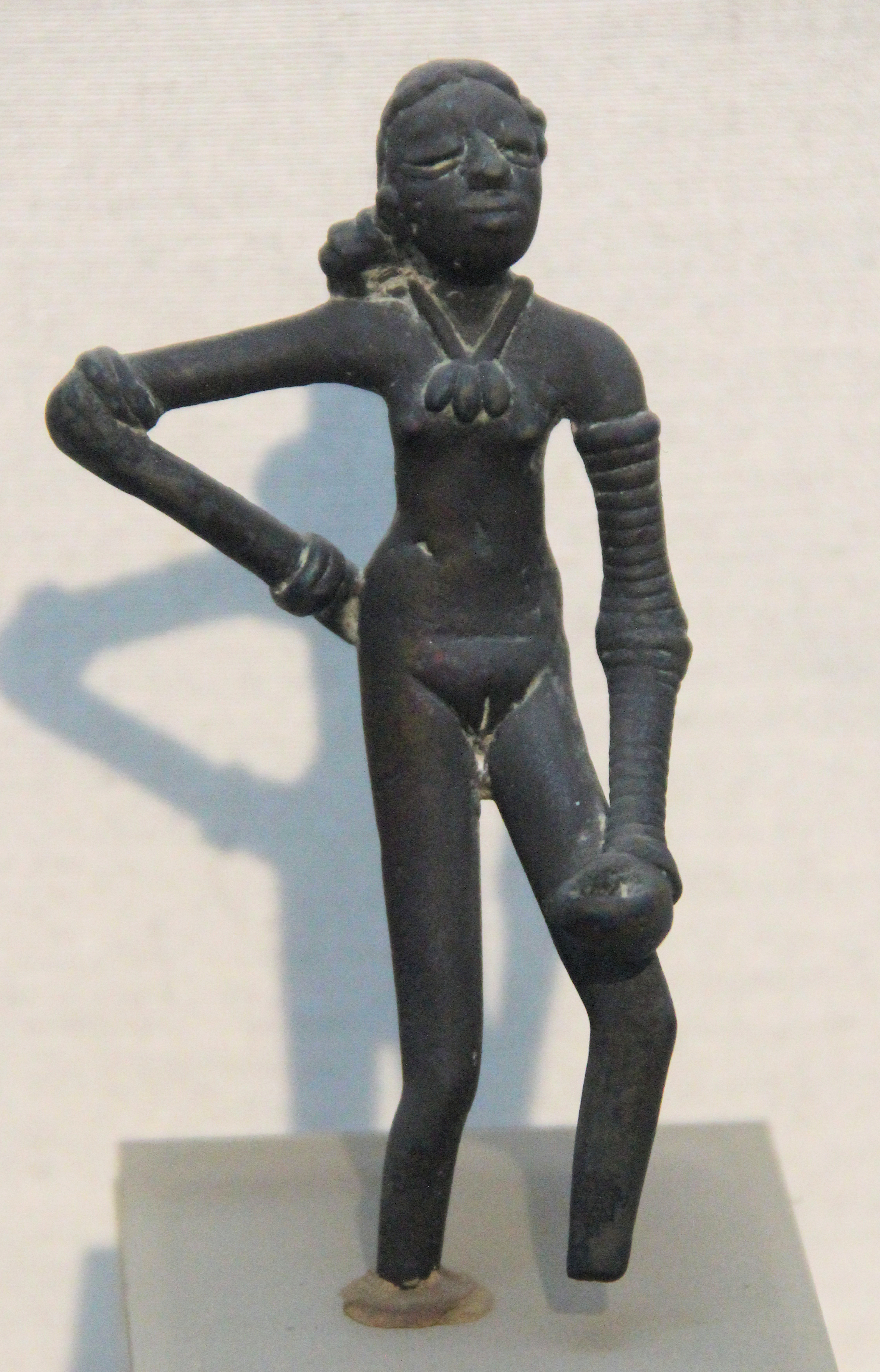
A Garota Dançarina de Moenjodaro; 2400–

Várias esculturas, selos, cerâmicas de vasos de bronze, jóias de ouro e figuras anatomicamente detalhadas em terracota, bronze e esteatita foram encontradas em locais de escavação. Os harapeanos também fizeram vários brinquedos e jogos, entre eles dados cúbicos (com um a seis buracos nas faces), que foram encontrados em locais como Moenjodaro.
Várias estatuetas de ouro, terracota e pedra representando meninas em poses de dança revelam a presença de alguma forma de dança na cultura harapeana. Essas figuras de terracota incluíam vacas, ursos, macacos e cães. O animal representado na maioria das focas em locais do período maduro não foi claramente identificado. Parte touro, parte zebra, com um chifre majestoso, tem sido uma fonte de especulação. Até o momento, não há evidências suficientes para substanciar alegações de que a imagem tenha significado religioso ou de culto, mas a prevalência da imagem levanta a questão de saber se os animais nas imagens da CVI são ou não símbolos religiosos.
Muitos ofícios, incluindo "trabalhos com conchas, cerâmica e fabricação de contas de esteatita e ágata" eram praticados e as peças eram usadas na confecção de colares, pulseiras e outros ornamentos de todas as fases da cultura harapeana. Alguns desses ofícios ainda são praticados no subcontinente indiano atualmente. Alguns itens de maquiagem e produtos de higiene pessoal (um tipo especial de pente, o uso de colírio e um dispositivo especial de higiene pessoal três em um) encontrados em contextos harapeanos ainda possuem contrapartes similares na Índia moderna. Foram encontradas figuras femininas de terracota (c. 2800–2600 a.C.) que tinha a cor vermelha aplicada ao "mangá" (linha de partição do cabelo).

#### Selos

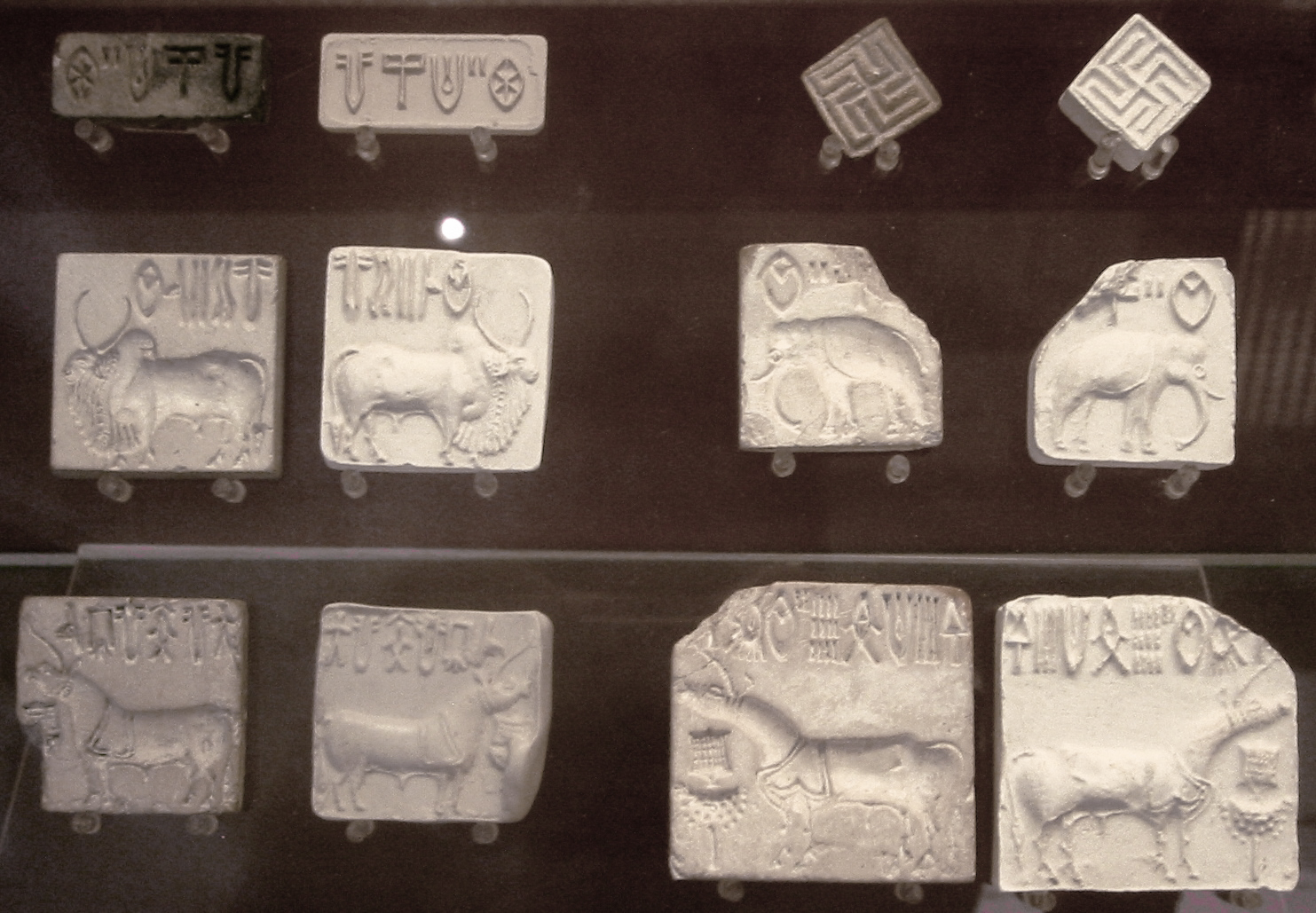
Selos, alguns deles com escrita harapeana; provavelmente feito de esteatita; Museu Britânico (Londres)

Milhares de selos de esteatita foram recuperados e seu caráter físico é bastante consistente. Em tamanho que variam de ¾ a ½ polegadas. Na maioria dos casos, eles têm uma saliência furada na parte traseira para acomodar um cordão para manuseio ou para uso como adorno pessoal. Foram encontrados selos em Moenjodaro, representando uma ponta cabeça e outra, no selo de Pashupati, sentada de pernas cruzadas no que alguns chamam de pose de ioga. Esta figura foi identificada de várias maneiras. Sir John Marshall identificou uma semelhança com o deus hindu, Shiva.
Uma divindade humana com chifres, cascos e cauda de um touro também aparece nos selos, em particular em uma cena de luta com um animal com chifres de tigre. Essa divindade foi comparada ao Enkidu meopotâmico. Vários selos também mostram um homem lutando com dois leões ou tigres, um motivo de "mestre dos animais" comum às civilizações do oeste e do sul da Ásia.

### Comércio e transporte

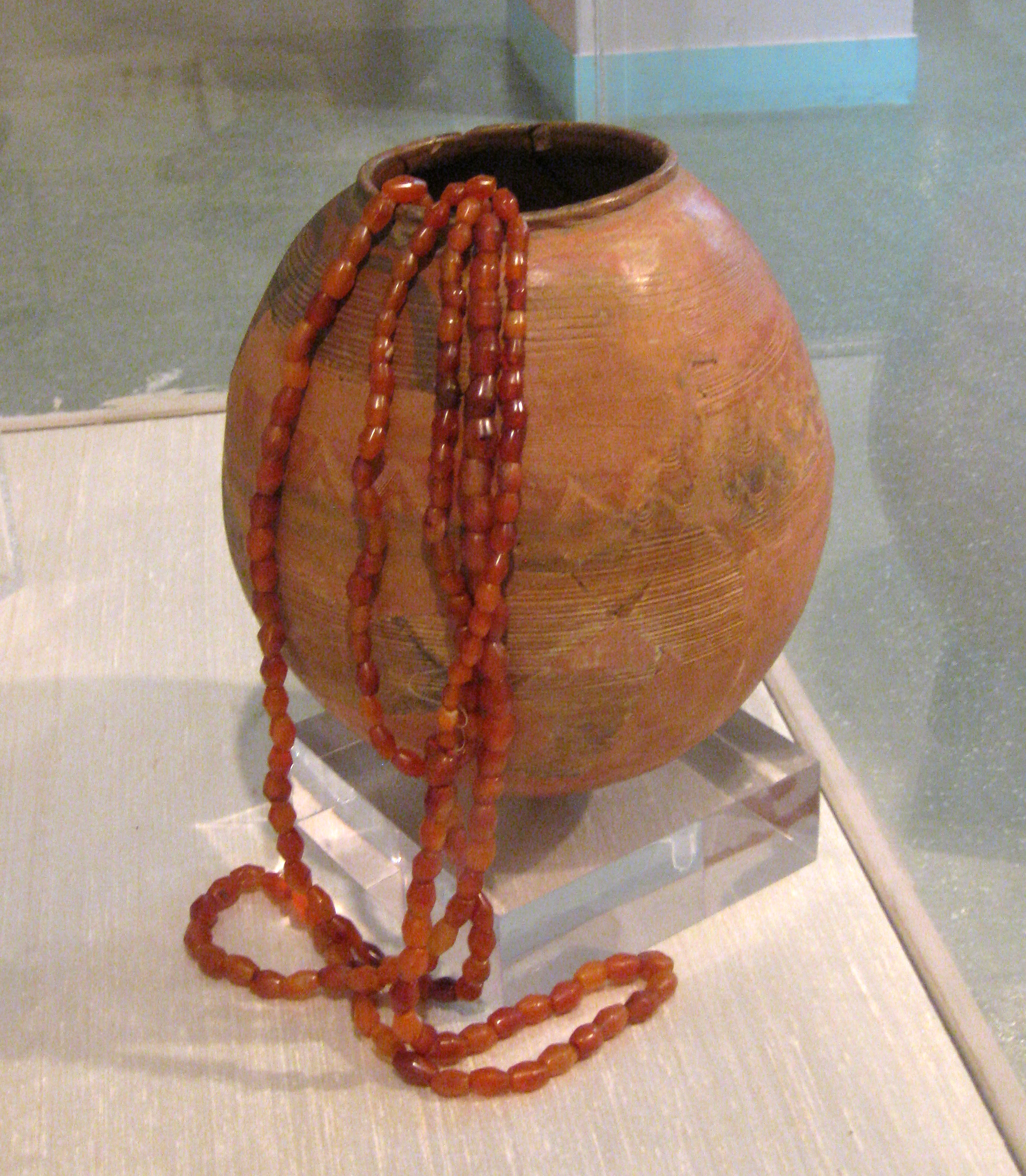
Vaso ovoide de barro polido e pintado, com contas de cornalina redondas

A economia da civilização do Indo parece ter dependido significativamente do comércio, o que foi facilitado por grandes avanços na tecnologia de transporte. A CVI pode ter sido a primeira civilização a usar o transporte com rodas. Esses avanços podem ter incluído carros de boi idênticos aos vistos hoje no sul da Ásia, além de barcos. A maioria desses barcos provavelmente era pequena, de fundo chato, talvez movida a vela, semelhante à que se pode ver hoje no rio Indo; no entanto, há evidências secundárias de embarcações de alto mar. Os arqueólogos descobriram um enorme canal dragado e o que consideram uma instalação de ancoragem na cidade costeira de Lotal, no oeste da Índia (estado de Guzerate). Uma extensa rede de canais, usada para irrigação, também foi descoberta por H.P. Francfort.
Durante 4300–3 200 a.C., no período calcolítico (idade do cobre), a área da Civilização do Vale do Indo mostra semelhanças cerâmicas com o sul do Turquemenistão e o norte do Irã, o que sugere considerável mobilidade e comércio. Durante o período inicial (ca.  3200–2600 a.C.), semelhanças em cerâmica, selos, estatuetas, ornamentos, etc, documentam o intenso comércio de caravanas com a Ásia Central e o planalto iraniano.
A julgar pela dispersão dos artefatos da CVI, as redes comerciais integraram economicamente uma área enorme, incluindo partes do Afeganistão, as regiões costeiras da Pérsia, norte e oeste da Índia e Mesopotâmia, levando ao desenvolvimento das relações indo-mesopotâmicas. Estudos de esmalte dentário de indivíduos enterrados em Harapa sugerem que alguns moradores haviam migrado para a cidade a partir de regiões além do vale do Indo. Há alguma evidência de que os contatos comerciais se estendam até Creta e possivelmente ao Egito.

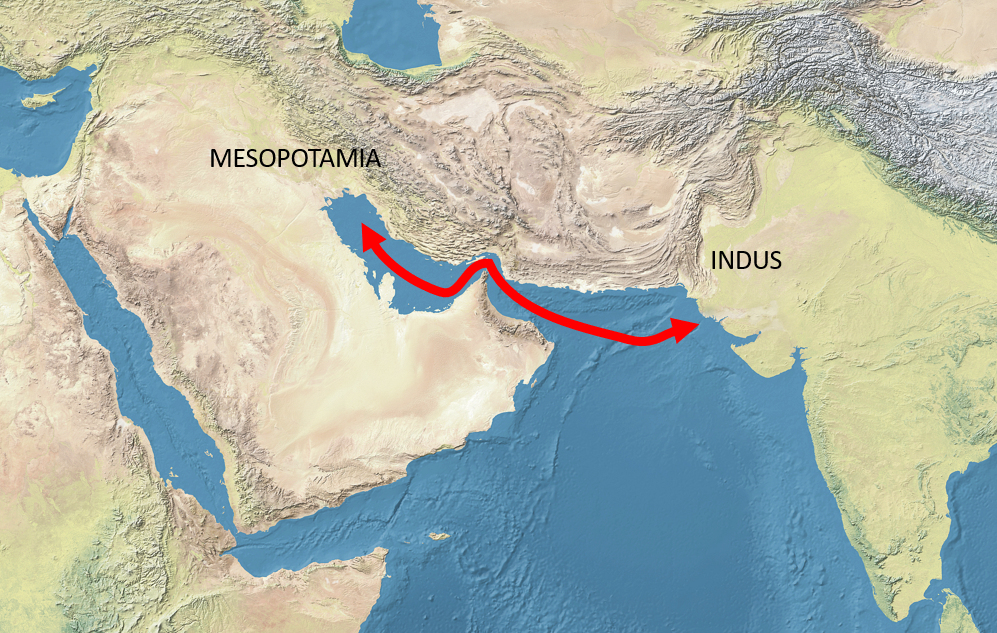
Descobertas arqueológicas sugerem que as rotas comerciais entre a Mesopotâmia e o Indo estavam ativas durante o, levando ao desenvolvimento das relações indo-mesopotâmicas.

Havia uma extensa rede de comércio marítimo operando entre as civilizações harapeana e mesopotâmica, desde a fase intermediária, com muito comércio sendo tratado por "comerciantes intermediários de Dilmum" (moderno Barém e Failaka, localizado no Golfo Pérsico). Esse comércio marítimo de longa distância tornou-se viável com o desenvolvimento de embarcações construídas em pranchas, equipadas com um único mastro central que sustentava uma vela de juncos ou tecidos.
Supõe-se geralmente que a maior parte do comércio entre o Vale do Indo (antiga Melua?) e os vizinhos ocidentais prosseguiu pelo Golfo Pérsico, em vez de por terra. Embora não exista uma prova incontestável de que esse era realmente o caso, a distribuição de artefatos do tipo Indo na península de Omã, no Bahrein e no sul da Mesopotâmia torna plausível que uma série de estágios marítimos ligassem o Vale do Indo e a região do Golfo.
Na década de 1980, importantes descobertas arqueológicas foram feitas em Ras al-Jinz (Omã), demonstrando conexões marítimas do Vale do Indo com a península Arábica.

### Agricultura
De acordo com Gangal et al. (2014), há fortes evidências arqueológicas e geográficas de que a agricultura neolítica se espalhou do Oriente Próximo para o noroeste da Índia, mas também há "boas evidências para a domesticação local da cevada e do gado zebu em Mergar".

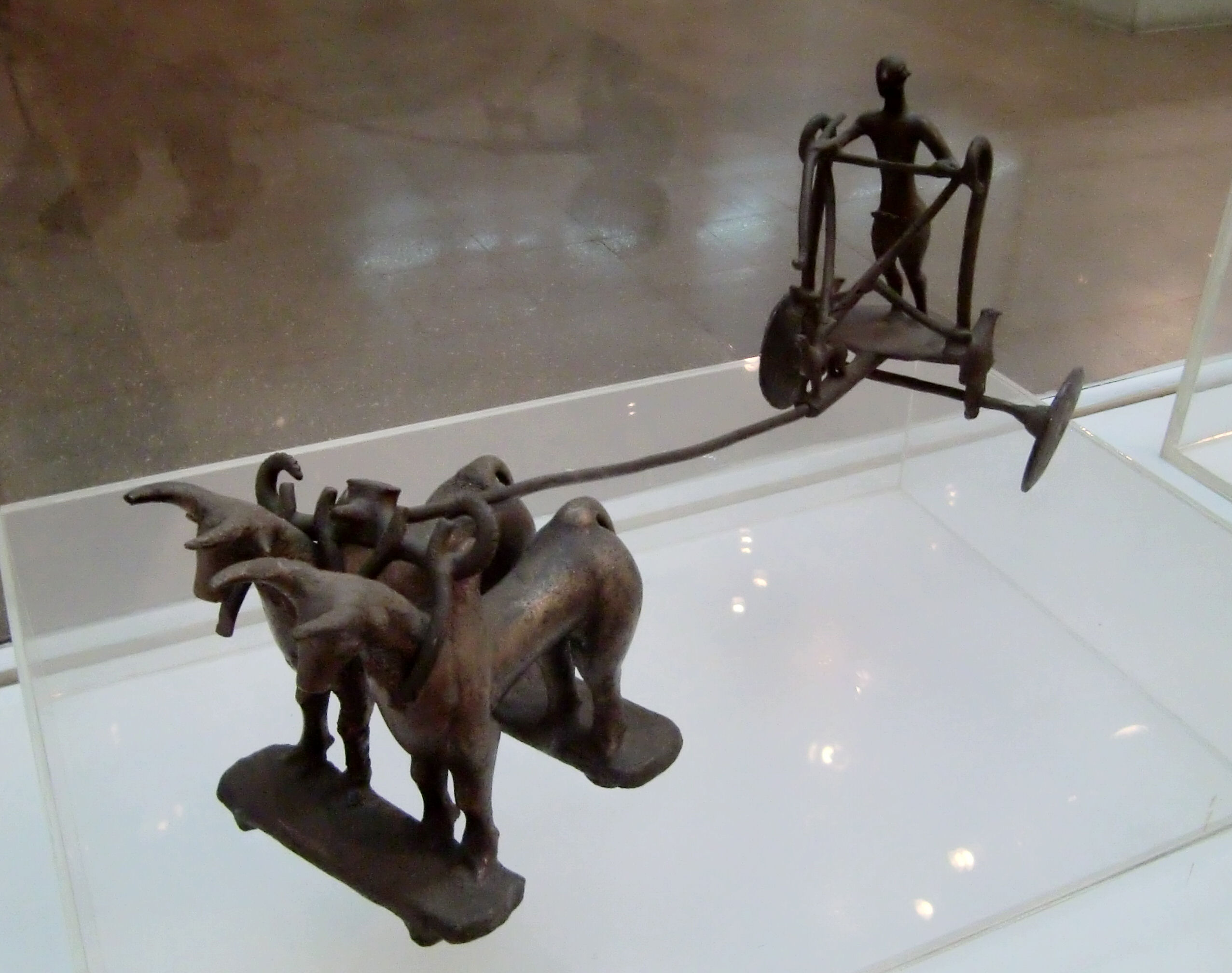
Figuras harapeanas encontradas em um tesouro em Daimabad, 2000 a.C

Segundo Jean-François Jarrige, a agricultura teve uma origem independente em Mergar, apesar das semelhanças que ele observa entre os locais neolíticos da Mesopotâmia oriental e o vale do Indo ocidental, que são evidências de um "continuum cultural" entre esses locais. No entanto, Jarrige conclui que Mergar tem um passado local anterior e não é um remanescente da cultura neolítica do Oriente Próximo. O arqueólogo Jim G. Shaffer escreve que o sítio arqueológico de Mergar "demonstra que a produção de alimentos era um fenômeno nativo do sul da Ásia" e que os dados apóiam a interpretação da "urbanização pré-histórica e da organização social complexa no sul da Ásia, com base em desenvolvimentos da cultura nativa, mas sem isolamentos."
Jarrige observa que o povo de Mergar usava trigo e a cevada domesticados, enquanto Shaffer e Liechtenstein observam que a principal safra de cereais cultivados era a cevada de seis linhas, uma colheita derivada da cevada de duas linhas. Gangal concorda que "as colheitas domesticadas neolíticas em Mergar incluem mais de 90% de cevada", observando que "há boas evidências para a domesticação local da cevada". No entanto, Gangal também observa que a colheita incluia "uma pequena quantidade de trigo", que "é sugerido como de origem do Oriente Próximo, pois a distribuição moderna de variedades selvagens de trigo é limitada ao norte do Levante e ao sul da Turquia.
O gado que é frequentemente retratado nos selos da CVI é o Bos primigenius namadicus, semelhantes ao gado zebu, que ainda é comum na Índia e na África. É diferente do gado europeu e foi originalmente domesticado no subcontinente indiano, provavelmente nno Baluchistão.
Pesquisa de J. Bates et al. (2016) confirma que as populações da CVI foram as primeiras a usar estratégias complexas de cultivo múltiplo em ambas as estações, cultivando alimentos durante o verão (arroz, milho e feijão) e inverno (trigo, cevada e leguminosas), que exigiam diferentes regimes de rega. Bates et al. (2016) também encontraram evidências de um processo de domesticação de arroz totalmente separado no antigo sul da Ásia, baseado na espécie selvagem Oryza nivara. Isso levou ao desenvolvimento local de uma mistura de "terras úmidas" e "terras áridas" da agricultura local de arroz Oryza sativa indica, antes que o arroz verdadeiramente "úmido" Oryza sativa japonica chegasse por volta de 2 000 a.C.

### Língua
Tem sido frequentemente sugerido que os falantes da língua harapeana correspondiam aos linguisticamente aos proto-dravidianos. O indólogo finlandês Asko Parpola conclui que a uniformidade das inscrições da CVI exclui qualquer possibilidade de o uso de idiomas muito diferentes e que uma forma primitiva do idioma dravidiano deve ter sido o idioma do povo indo. Hoje, a família línguas dravídicas concentra-se principalmente no sul da Índia e no norte e leste do Sri Lanka, mas ainda existem bolsões no restante da Índia e no Paquistão (língua brahui), o que dá credibilidade à teoria.
Segundo Heggarty e Renfrew, as línguas dravidianas podem ter se espalhado no subcontinente indiano com a expansão da agricultura. Segundo David McAlpin, as línguas dravídicas foram trazidas para a Índia pela imigração de Elão na Índia. Em publicações anteriores, Renfrew também afirmou que o protodravidiano foi trazido para a Índia por agricultores da parte iraniana do Crescente Fértil,  mas mais recentemente Heggarty e Renfrew observam que "ainda há muito a ser feito para elucidar a pré-história do dravidiano". Eles também observam que "a análise de McAlpin dos dados da linguagem e, portanto, de suas alegações, permanece longe da ortodoxia". Heggarty e Renfrew concluem que vários cenários são compatíveis com os dados e que "o júri linguístico ainda está muito fora".

### Possível sistema de escrita

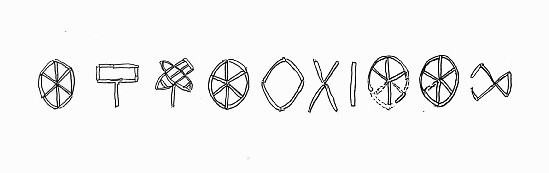
Dez caracteres da Escrita do Indo do portão norte de Dolavira

Entre 400 e 600 símbolos indo distintos foram encontrados em selos, pequenas tábuas, potes de cerâmica e mais de uma dúzia de outros materiais, incluindo uma "placa" que aparentemente pairava sobre o portão da cidadela interna da cidade de Dolavira. As inscrições típicas da CVI não têm mais que quatro ou cinco caracteres, a maioria dos quais (além da "placa" de Dolavira) é pequeno; o mais longo em uma única superfície, inferior a 1 polegada quadrada, e 17 sinais longos; o maior em qualquer objeto (encontrado em três faces diferentes de um objeto produzido em massa) tem um comprimento de 26 símbolos. Embora a CVI seja geralmente caracterizada como uma sociedade letrada com base nessas evidências, essa descrição foi contestada por Farmer, Sproat e Witzel (2004) que argumentam que o sistema indo não codificava a linguagem, mas era ao contrário, semelhante a uma variedade de sistemas de sinais não linguísticos usados extensivamente no Oriente Próximo e em outras sociedades, para simbolizar famílias, clãs, deuses e conceitos religiosos. Outros alegaram, ocasionalmente, que os símbolos eram usados exclusivamente para transações econômicas, mas essa alegação deixa inexplicável a aparência dos símbolos indo em muitos objetos rituais, muitos dos quais foram produzidos em massa em moldes. Nenhum paralelo com essas inscrições é conhecido em outras civilizações antigas.
Em um estudo de 2009 por PN Rao et al. publicado na Science, cientistas da computação, comparando o padrão de símbolos com várias escritas lingúiticas e sistemas não linguísticos, incluindo DNA e uma linguagem de programação de computador, descobriram que o padrão da escrita harapeana é mais próximo do das palavras faladas, apoiando a hipótese de que ele codifica um idioma ainda desconhecido.

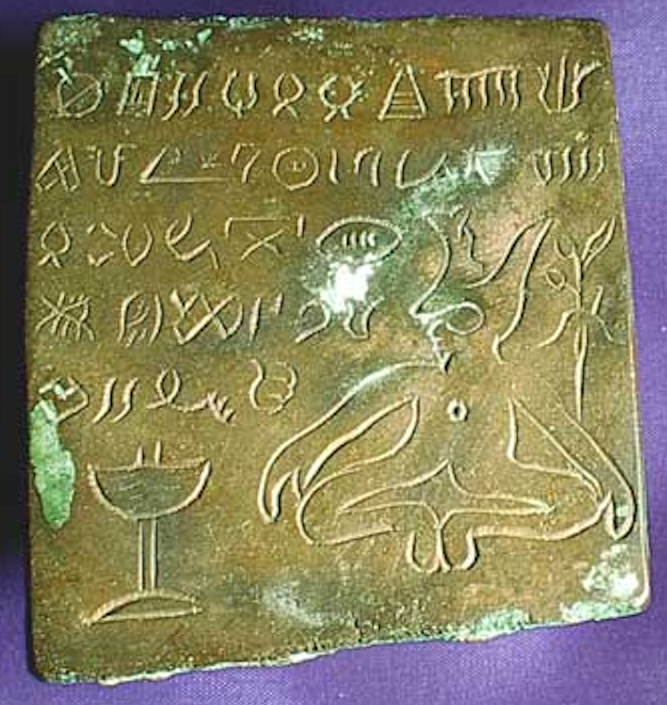
A maior inscrição indo já encontrada

Farmer, Sproat e Witzel contestaram esse achado, apontando que Rao et al. na verdade, não comparou os sinais indo com "sistemas não linguísticos do mundo real", mas com "dois sistemas totalmente artificiais inventados pelos autores, um composto por 200.000 sinais ordenados aleatoriamente e outro de 200.000 signos totalmente ordenados, que afirmam falsamente representar as estruturas de todos os sistemas de signos não linguísticos do mundo real". Farmer et al. também demonstraram que a comparação de um sistema não linguístico, como os sinais heráldicos medievais, com as línguas naturais, produz resultados semelhantes aos que Rao et al. obteve com os sinais indo. Eles concluem que o método utilizado por Rao et al. não pode distinguir sistemas linguísticos de sistemas não linguísticos.
As mensagens nos selos provaram serem muito curtas para serem decodificadas por um computador. Cada selo possui uma combinação distinta de símbolos e há poucos exemplos de cada sequência para fornecer um contexto suficiente. Os símbolos que acompanham as imagens variam de selo para selo, tornando impossível derivar um significado para os símbolos das imagens. No entanto, houve uma série de interpretações oferecidas para o significado dos selos. Essas interpretações foram marcadas por ambiguidade e subjetividade.:69
Fotos de muitas das milhares de inscrições existentes são publicadas no Corpus of Indus Seals and Inscriptions (1987, 1991, 2010), editado por Asko Parpola e seus colegas. O volume mais recente republicou fotos tiradas nas décadas de 1920 e 1930 de centenas de inscrições perdidas ou roubadas, juntamente com muitas descobertas nas últimas décadas; anteriormente, os pesquisadores tinham que suplementar os materiais no Corpus estudando as minúsculas fotos nos relatórios de escavação de Marshall (1931), MacKay (1938, 1943), Wheeler (1947) ou reproduções em fontes dispersas mais recentes. As cavernas de Edakkal, no distrito de Wayanad, em Querala, contêm desenhos que variam desde períodos de 5000 até 1 000 a.C.. O grupo mais jovem de pinturas pode ser uma possível conexão com a Civilização do Vale do Indo.

### Religião

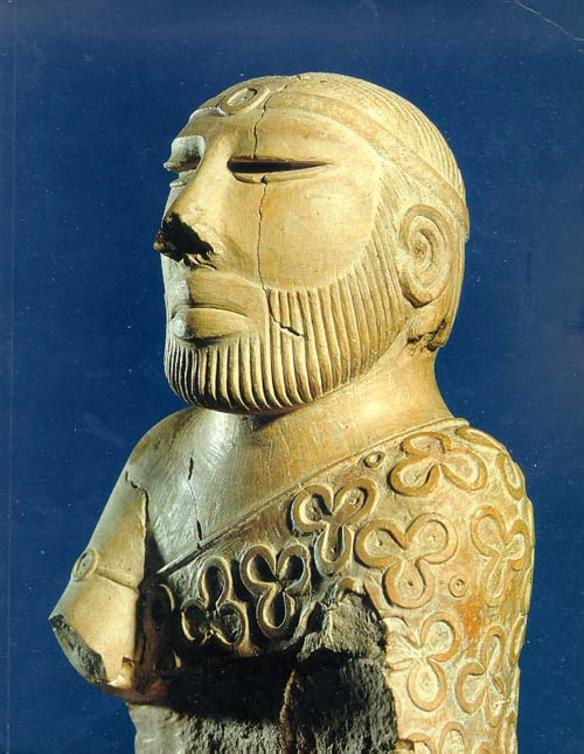
Estátua do chamado "Padre Sacerdote", Moenjodaro, fase madura harapeana, Museu Nacional, Karachi, Paquistão.

O sistema de religião e crenças do povo do Vale do Indo recebeu considerável atenção, especialmente da visão de identificar precursores de divindades e práticas religiosas de religiões indianas que mais tarde se desenvolveram na área. No entanto, devido à escassez de evidências, que está aberta a interpretações variadas e ao fato da escrita harapeana permanecer indecifrada, as conclusões são parcialmente especulativas e amplamente baseadas em uma visão retrospectiva de uma perspectiva hindu muito posterior.
Um trabalho inicial e influente na área que estabeleceu a tendência para interpretações hindus de evidências arqueológicas dos sítios arqueológicos harapeanos foi o de John Marshall, que em 1931 identificou o seguinte como características proeminentes da religião indo: um Grande Deus Masculino e uma deusa mãe; deificação ou veneração de animais e plantas; representação simbólica do falo (linga) e da vulva (yoni); e, uso de banhos e água na prática religiosa. As interpretações de Marshall foram muito debatidas e, às vezes, disputadas nas décadas seguintes.
Um selo do Vale do Indo mostra uma figura sentada com um toucado com chifres, possivelmente tricefálico e possivelmente fálico, cercado por animais. Marshall identificou a figura como uma forma primitiva do deus hindu Shiva (ou Rudra), associado ao ascetismo, ioga e linga; considerado como um senhor de animais e frequentemente descrito como tendo três olhos. O selo passou a ser conhecido como o Selo Pashupati, por conta de Pashupati (senhor de todos os animais), um epíteto de Shiva. Embora o trabalho de Marshall tenha recebido algum apoio, muitos críticos e até apoiadores levantaram várias objeções. Doris Srinivasan argumentou que a figura não tem três faces, ou postura de ioga e que na literatura védica Rudra não era um protetor de animais selvagens.

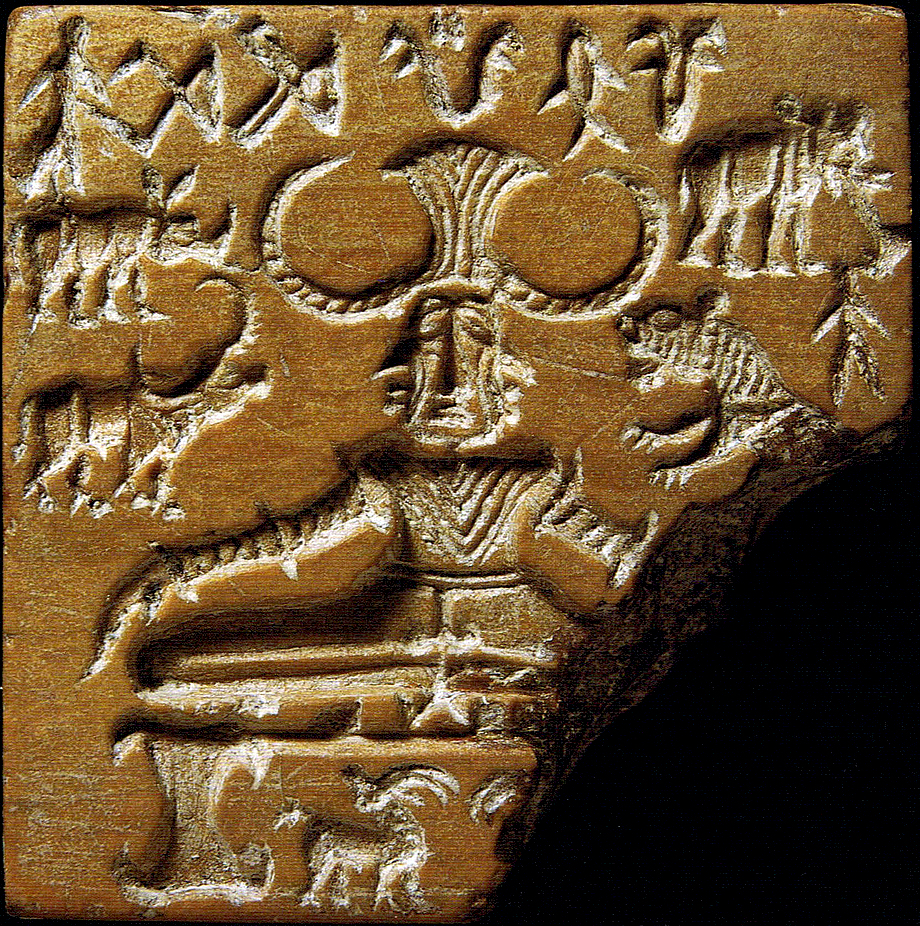
O selo Pashupati, mostrando uma figura sentada, cercada por animais

Herbert Sullivan e Alf Hiltebeitel também rejeitaram as conclusões de Marshall, com o primeiro alegando que a figura era feminina, enquanto o último associou a figura com Mahisha, o Deus Buffalo e os animais ao redor com vahanas (veículos) de divindades para as quatro direções cardeais. Escrevendo em 2002, Gregory L. Possehl concluiu que, embora seja apropriado reconhecer a figura como uma divindade, sua associação com o búfalo de água e sua postura como disciplina ritual, considerando-a como um proto -Shiva estaria indo longe demais. Apesar das críticas à associação de Marshall ao selo com um ícone proto-Shiva, ele foi interpretado como o tirthankara Rishabhanatha por jainistas e Vilas Sangave ou um antigo Buda pelos budistas. Historiadores como Heinrich Zimmer e Thomas McEvilley acreditam que há uma conexão entre Rishabhanatha e a civilização do Vale do Indo.
Marshall hipotetizou a existência de um culto à adoração à Deusa Mãe, com base na escavação de várias figuras femininas e achou que isso fosse um precursor da seita hindu do shaktismo. No entanto, a função das figuras femininas na vida do povo do vale do Indo permanece incerta e Possehl não considera que as evidências da hipótese de Marshall sejam "terrivelmente robustas". Alguns dos betilos interpretados por Marshall como representações fálicas sagradas agora são considerados pilões ou balcões de caça, enquanto que as pedras de anel que foram pensadas para simbolizar yoni foram determinadas como características arquitetônicas usadas para sustentar pilares, embora a possibilidade de seu simbolismo religioso não possa ser eliminada.

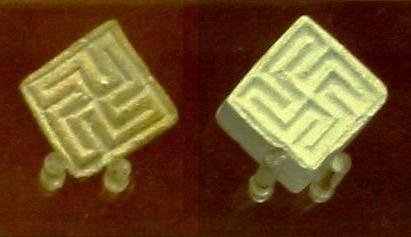
Selos de suástica da civilização do vale do Indo no Museu Britânico

Muitos selos do vale do Indo mostram animais, sendo que alguns parecem ser transportados em procissões, enquanto outros mostram criações quiméricas.Um selo de Moenjodaro mostra um monstro meio humano e meio búfalo atacando um tigre, o que pode ser uma referência ao mito sumério de um monstro criado pela deusa Aruru para combater Gilgamesh.
Em contraste com as civilizações egípcias e mesopotâmicas contemporâneas, o Vale do Indo carece de palácios monumentais, embora as cidades escavadas indiquem que a sociedade possuía o conhecimento de engenharia necessário. Isso pode sugerir que as cerimônias religiosas, se ocorreram, podem ter sido confinadas em grande parte a lares individuais, pequenos templos ou ao ar livre. Vários locais foram propostos por Marshall e estudiosos posteriores como possivelmente devotados a fins religiosos, mas atualmente se pensa que apenas o Grande Banho de Moenjodaro tenha sido usado como um local para purificação ritual. As práticas funerárias da civilização harapeana são marcadas por enterro fracionário (no qual o corpo é reduzido a restos esqueléticos por exposição aos elementos antes do enterro final) e até cremação.

## Declínio

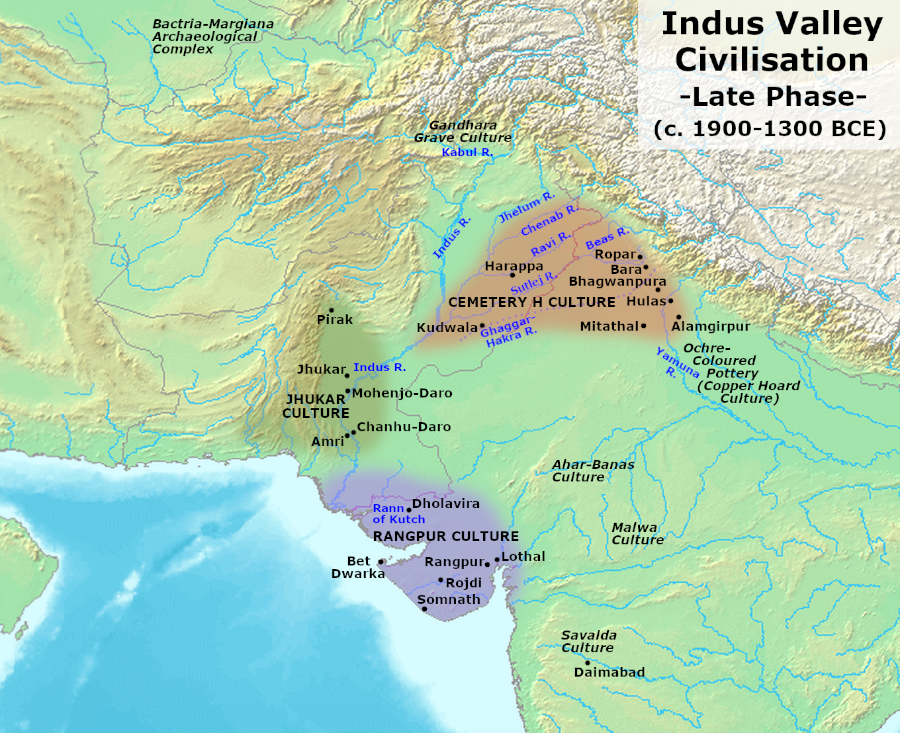
Período tardio harapeano, c. 1900–

Por volta de 1 900 a.C. começaram a surgir sinais de um declínio gradativo e, por volta de 1 700 a.C., a maioria das cidades havia sido abandonada. Exames recentes de esqueletos humanos do sítio de Harapa demonstraram que o fim da CVI passou por um aumento na violência interpessoal e em doenças infecciosas como hanseníase e tuberculose. Segundo o historiador Upinder Singh, "o quadro geral apresentado pela fase tardia harapeana é o de uma quebra de redes urbanas e uma expansão de redes rurais".
Durante o período de aproximadamente 1900 a 1 700 a.C., várias culturas regionais surgiram na área da civilização do Vale do Indo. A cultura do Cemitério H estava em Punjabe, Hariana e oeste de Utar Pradexe, a cultura Jucar estava em Sinde e a cultura Rangepur estava em Guzerate. Outros sítios associados à fase tardia da cultura harapeana são Pirak, no Baluchistão, Paquistão, e Daimabad, em Maharashtra, Índia.
Os maiores sítios arqueológicos do período harapeano tardio são Kudwala no Deserto de Cholistão, Bet Dwarka em Guzerate e Daimabad em Maharashtra, que podem ser considerados urbanos, mas são menores e têm menor número em comparação com as cidades da fase madura. Bet Dwarka foi fortalecido e continuou a ter contatos com a região do Golfo Pérsico, mas houve uma diminuição geral do comércio de longa distância. Por outro lado, o período também viu uma diversificação da base agrícola, com uma diversidade de culturas e o advento da dupla colheita, bem como uma mudança de assentamentos rurais em direção ao leste e ao sul.
A cerâmica do período tardio é descrita como "mostrando alguma continuidade com as tradições maduras da cerâmica harapeana", mas também diferenças distintas. Muitos locais continuaram ocupados por alguns séculos, embora suas características urbanas tenham declinado e desaparecido. Artefatos anteriormente típicos, como pesos de pedra e figuras femininas, tornaram-se raros. Existem alguns selos circulares com desenhos geométricos, mas faltam a escrita harapeana que caracterizava a fase madura da civilização. A escrita é rara e restrita a inscrições em vasos. Houve também um declínio no comércio de longa distância, embora as culturas locais mostrem novas inovações em faiança e fabricação de vidro e escultura de contas de pedra. As comodidades urbanas, como esgotos e banheiros públicos, não eram mais mantidas e os edifícios mais novos eram "mal construídos". Esculturas de pedra foram deliberadamente vandalizadas, objetos de valor às vezes eram escondidos em tesouros, sugerindo inquietação, e os cadáveres de animais e até de humanos eram deixados desenterrados nas ruas e em prédios abandonados.
Durante a segunda metade do II milênio a.C., a maioria dos assentamentos pós-urbanos do período tardio foi totalmente abandonada. A cultura material subsequente era tipicamente caracterizada por ocupação temporária de "acampamentos de uma população que era nômade e principalmente pastoril" e que usava "cerâmica artesanal grosseira". No entanto, há maior continuidade e sobreposição entre o período tardio e as fases culturais subsequentes em locais em Punjabe, Hariana e oeste de Utar Pradexe, principalmente pequenos assentamentos rurais.

### "Invasão ariana"

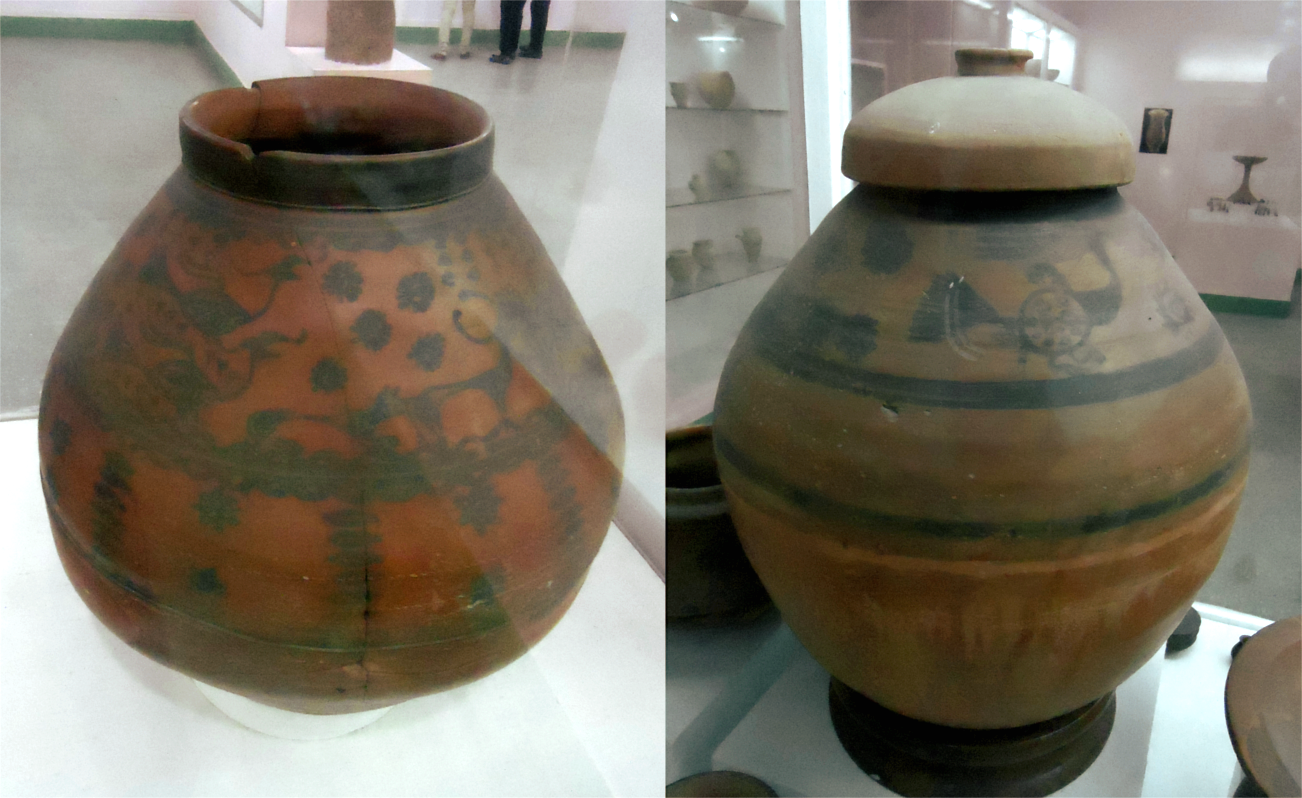
Urnas de cerâmica pintada de Harapa

Em 1953, Sir Mortimer Wheeler propôs que a invasão de uma tribo indo-europeia da Ásia Central, os "arianos", causou o declínio da CVI. Como evidência, ele citou um grupo de 37 esqueletos encontrados em várias partes do Moenjodaro e passagens nos Vedas referentes a batalhas e fortes. No entanto, os estudiosos logo começaram a rejeitar a teoria de Wheeler, já que os esqueletos pertenciam a um período após o abandono da cidade e nenhum foi encontrado perto da cidadela. Os exames subsequentes dos esqueletos por Kenneth Kennedy em 1994 mostraram que as marcas nos crânios eram causadas por erosão e não por violência.
Na cultura do Cemitério H (a fase tardia harapeana na região de Punjabe), alguns dos desenhos pintados nas urnas funerárias foram interpretados pelas lentes da literatura védica: por exemplo, pavões com corpos ocos e uma pequena forma humana no interior, que foi interpretada como a alma dos mortos, e um cão que pode ser visto como o cão de Iama, o deus da morte. Isso pode indicar a introdução de novas crenças religiosas durante esse período, mas as evidências arqueológicas não sustentam a hipótese de que o povo do Cemitério H seja o destruidor das cidades harapeanas.

### Mudança climática e secas
As causas contributivas sugeridas para a localização da CVI incluem mudanças no curso do rio e mudanças climáticas que também são sentidas pelas áreas vizinhas do Oriente Médio. Desde 2016 muitos estudiosos acreditam que secas e um declínio no comércio com o Egito e a Mesopotâmia causaram o colapso da civilização do Indo. A mudança climática que causou o colapso da CVI deveu-se possivelmente a "uma megasseca abrupta e crítico arrefecimento de há 4200 anos", que marca o início do Meghalaiano, o estágio atual do Holoceno.
O sistema Gagar era alimentado pela chuva, e o suprimento de água dependia das monções. O clima do Vale do Indo se tornou significativamente mais frio e seco a partir de 1 800 a.C., ligado a um enfraquecimento geral das monções na época. A monção indiana declinou e a aridez aumentou, com o Gagar retraindo seu alcance em direção ao sopé do Himalaia, levando a inundações erráticas e menos extensas que tornaram a agricultura de inundação menos sustentável.
A aridificação reduziu o suprimento de água o suficiente para causar o fim da civilização e espalhar sua população para o leste. De acordo com Giosan et al. (2012), os residentes da CVI não desenvolveram a capacidade de irrigação, contando principalmente com as monções sazonais que causam inundações no verão. À medida que as monções se deslocavam para o sul, as inundações se tornaram muito irregulares para atividades agrícolas sustentáveis. Os moradores então migraram para a bacia do Ganges, no leste, onde estabeleceram aldeias menores e fazendas isoladas. O pequeno excedente produzido nessas pequenas comunidades não permitiu o desenvolvimento do comércio e as cidades morreram.

### Sismos
Existem evidências arqueológicas de grandes sismos em Dolavira em 2 200 a.C. e em Calibangã em 2700 e 2 900 a.C. Tal sucessão de abalos, juntamente com a seca, pode ter contribuído para o declínio do sistema Gagar. Alterações no nível do mar também são encontradas em dois locais portuários possíveis ao longo da costa do Macrão, que agora estão no interior. Terremotos podem ter contribuído para o declínio de vários locais devido a danos diretos por agitação, pela mudança do nível do mar ou pela mudança no suprimento de água.

### Continuidade
Escavações arqueológicas indicam que o declínio de Harapa levou as pessoas para o leste. Segundo Possehl, depois de 1 900 a.C., o número de locais na Índia atual aumentou de 218 para 853. Segundo Andrew Lawler, "escavações ao longo da planície gangética mostram que as cidades começaram a surgir por lá a partir de 1 200 a.C., apenas alguns séculos depois que Harapa foi abandonada e muito antes do que se suspeitava." De acordo com Jim Shaffer, houve uma série contínua de desenvolvimentos culturais, assim como na maioria das áreas do mundo. Elas vinculam "as chamadas duas principais fases da urbanização no sul da Ásia".
Em locais como Baguampura (em Hariana), escavações arqueológicas descobriram uma sobreposição entre a fase final da cerâmica do período tardio e a fase inicial da cerâmica associada à cultura védica e datando de 1 200 a.C.. Este sítio arqueológico fornece evidências de vários grupos sociais ocupando a mesma vila, mas usando cerâmicas diferentes e vivendo em diferentes tipos de casas: "com o tempo, a cerâmica do período tardio foi gradualmente substituída pela cerâmica de louça pintada em cinza" e outras mudanças culturais indicadas pela arqueologia incluem o introdução do cavalo, ferramentas de ferro e novas práticas religiosas.
Há também um sítio harapeano chamado Rojdi no distrito de Rajkot em Saurashtra. Sua escavação começou sob a liderança de uma equipe arqueológica do Departamento de Arqueologia do Estado de Guzerate e do Museu da Universidade da Pensilvânia em 1982-83. Em seu relatório sobre escavações arqueológicas em Rojdi, Gregory Possehl e MH Raval escrevem que, embora haja "sinais óbvios de continuidade cultural" entre a civilização harapeana e as culturas posteriores do sul da Ásia, muitos aspectos do "sistema sociocultural" harapeano e da "civilização integrada" foram "perdidos para sempre", enquanto a Segunda Urbanização da Índia (começando com a cultura da cerâmica negra polida do norte, c. 600 a.C.) "está bem fora desse ambiente sociocultural".

## Período pós-harapeano
Anteriormente, os estudiosos acreditavam que o declínio da civilização harapeana levou a uma interrupção da vida urbana no subcontinente indiano. No entanto, a civilização do vale do Indo não desapareceu repentinamente e muitos de seus elementos aparecem em culturas posteriores. A cultura do Cemitério H pode ser a manifestação do período tardio em uma grande área na região de Punjabe, Hariana e oeste de Utar Pradexe, e a cultura da cerâmica colorida de ocre é sua sucessora. David Gordon White cita três outros estudiosos tradicionais que "demonstraram enfaticamente" que a religião védica deriva parcialmente das Civilizações do Vale do Indo.
Desde 2016, dados arqueológicos sugerem que a cultura material classificada com a fase tardia pode ter persistido até pelo menos c. 1000–900 a.C. e foi parcialmente contemporâneo da cultura cerâmica colorida de ocre. O arqueólogo de Harvard Richard Meadow aponta para o final do assentamento de Piraque, que prosperou continuamente desde 1 800 a.C. até a época da invasão de Alexandre, o Grande em 325 a.C..
Após a queda da CVI, surgiram culturas regionais mostrando, em graus variados, a influência harapeana. Na antiga cidade de Harapa, foram encontrados enterros que correspondem a uma cultura regional chamada cultura do Cemitério H. Ao mesmo tempo, a cultura da cerâmica colorida ocre expandiu-se do Rajastão para a Planície Indo-Gangética. A cultura do Cemitério H tem as primeiras evidências de cremação; uma prática dominante no hinduísmo atual.

## Contexto histórico

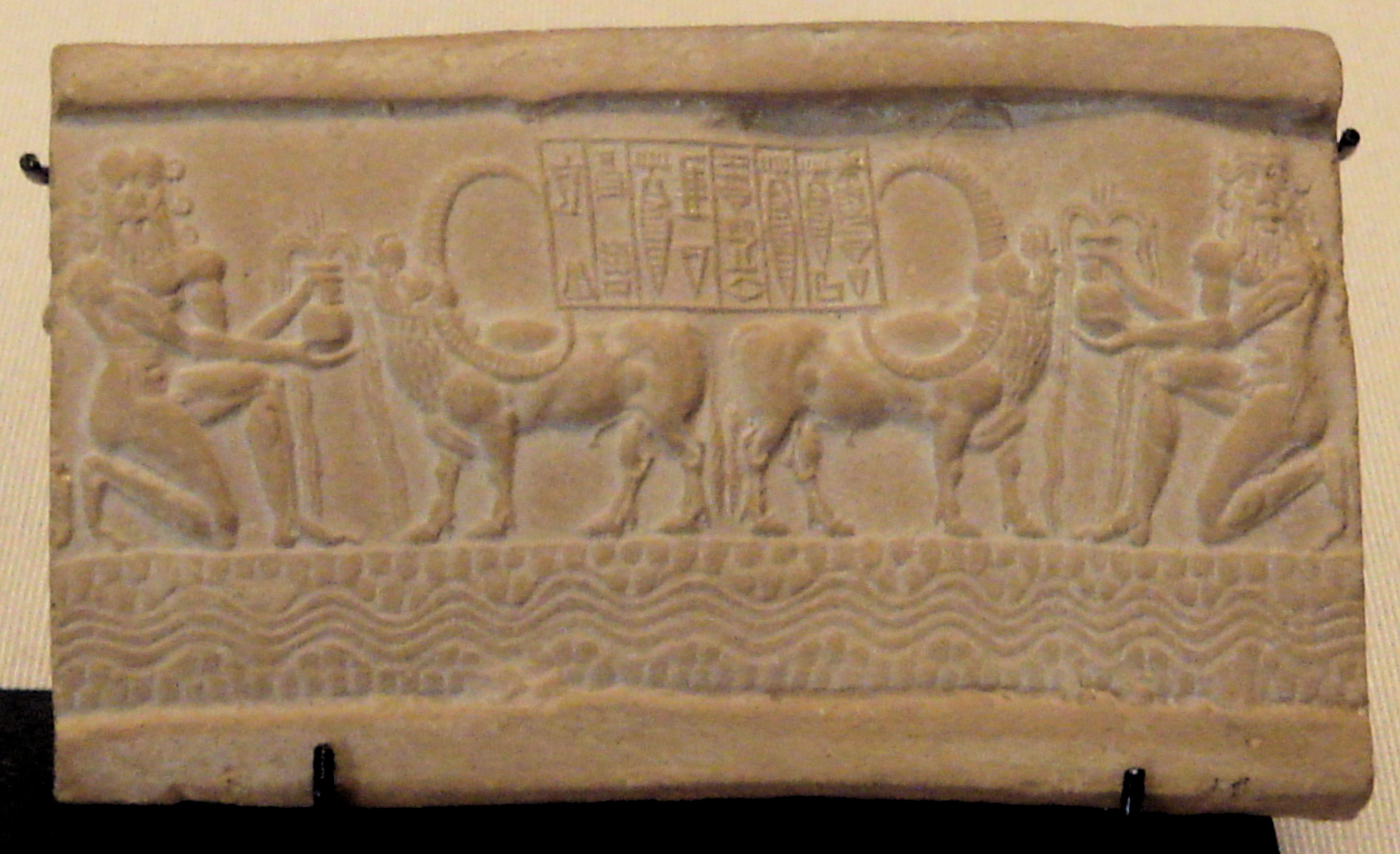
Impressão de um selo cilíndrico do Império Acádio, com o rótulo: "O Divino Sarcalisarri Príncipe de Acádia, Ibni-Sarrum, o Escriba, seu servo". Pensa-se que o búfalo de chifres longos tenha vindo do vale do Indo e testemunha trocas com Melua, a Civilização do Vale do Indo. Circa 2217- Museu do Louvre.

A fase madura da CVI é contemporânea à Idade do Bronze no antigo Oriente Próximo, em particular ao período de Elão, Período Dinástico Arcaico, Império Acádio a Terceira dinastia de Ur na Mesopotâmia e da Civilização Minoica em Creta e do Antigo Reino do Primeiro Período Intermediário Antigo Egito.
A CVI foi comparada em particular com as civilizações de Elão (também no contexto da hipótese elamo-dravídica) e com a Creta minoica (por causa de paralelos culturais isolados, como o onipresente culto à deusa e representações de saltos de touros). A CVI era identificada com o topônimo "Melua" nos registros sumérios; os sumérios os chamavam de "meluaítas".
Shahr-i-Sokhta, localizado no sudeste do Irã, mostra rota comercial com a Mesopotâmia. Um número de selos com escrita indo também foi encontrado em sítios arqueológicos da Mesopotâmia.

### Dasyu
Após a descoberta da CVI na década de 1920, ela foi imediatamente associada aos nativos dasa, hostis às tribos rigvédicas, em numerosos hinos do Rigveda. Mortimer Wheeler interpretou a presença de muitos cadáveres não enterrados encontrados nos níveis mais altos de Moenjodaro como vítimas de uma conquista bélica e afirmou que "Indra é acusado" da destruição da CVI. A associação do CVI com os dasas, que moravam em cidades, permanece sedutora porque o prazo assumido da primeira migração indo-ariana para a Índia corresponde perfeitamente ao período de declínio da CVI observado no registro arqueológico. A descoberta do período urbano avançado, no entanto, mudou a visão do século XIX da migração indo-ariana precoce como uma "invasão" de uma cultura avançada às custas de uma população aborígene "primitiva", a uma aculturação gradual de "bárbaros" nômades em uma civilização urbana avançada, comparável às migrações germânicas após a queda de Roma, ou a invasão cassita da Babilônia. Esse afastamento de cenários simplistas "invasionistas" é paralelo a desenvolvimentos semelhantes no pensamento sobre a transferência de idiomas e o movimento populacional em geral, como no caso da migração dos falantes de proto-grego para a Grécia ou a indo-europeização da Europa Ocidental.

### Munda
Línguas munda e um "filo perdido" (talvez relacionado ou ancestral da língua nihali) foram propostos como outros candidatos à linguagem da CVI. Michael Witzel sugere uma linguagem de prefixo subjacente semelhante às línguas austro-asiáticas, principalmente a língua khasi; ele argumenta que o Rigveda mostra sinais dessa influência hipotética harapeana no nível histórico mais antigo e o dravídico apenas em níveis posteriores, sugerindo que os falantes de austroasiático eram os habitantes originais de Punjabe e que os indo-arianos só encontraram os falantes de dravídico mais tarde.